# تجمع وادي مشطة (تريم)

تعديل مصدري - تعديل

تجمع وادي مشطة هي إحدى قرى عزلة تريم بمديرية تريم التابعة لمحافظة حضرموت، بلغ تعداد سكانها 70 نسمة حسب تعداد اليمن لعام 2004.